# Göncz Zoltán
Göncz Zoltán (Budapest, 1958. július 23. –) magyar zeneszerző. Kompozícióiban gyakran alkalmaz archaizáló formákat, szerkesztésmódokat (kánon, passacaglia) és összetett zenei szerkezeteket.

## Élete
1980-ban a Liszt Ferenc Zeneművészeti Főiskolán kapott diplomát. 1983-tól 1997-ig a Nemzeti Filharmónia zenei szerkesztője, majd ezt követően 1997-től 2008-ig a Magyar Rádióban a zenei együttesek vezető szerkesztője. 2008-tól a Wesley János Lelkészképző Főiskolán dolgozik.
Évtizedek óta intenzíven foglalkozik zenetudománnyal.

## Elismerései
A kortárs magyar zene megismertetésében, népszerűsítésében kifejtett tevékenységét kétszer honorálták Artisjus-díjjal (1994, 2006). A Magyar Rádió Rt. kiemelkedő szakmai teljesítményét 2000-ben Nívódíjjal jutalmazta. A nemzetközi Bach-kutatásban elért kimagasló eredményeiért, Bach testamentuma című könyvéért 2009-ben a Magyar Köztársasági Ezüst Érdemkereszttel tüntették ki.

## Művek, rekonstrukciók
- „…a fekete űr rinocéroszai…” („…i rinoceronti del nero cosmo…” – omaggio a Dino Buzzati) – rézfúvósötösre (1985–86)
- Nagy kánon (Canon perpetuus per tonos et semitonium in contrario motu) – zenekarra (1987–88)
- J. S. Bach: c-moll fantázia és fúga BWV 562 (kiegészítés: 1989) (lásd a Külső hivatkozásokat)
- J. S. Bach: Contrapunctus 14 (négyesfúga) A fúga művészetéből (rekonstrukció: 1990–92) (a kotta 2006-ban önállóan is megjelent a Carus-kiadónál – lásd a Külső hivatkozásokat)
- Örvény, Palimpszeszt, Pentium – Három (algo)ritmikus tanulmány – két zongorára (1996)
- Canon gradus a 12 (per tonos, in contrario motu, per arsin et thesin) Sári József 70. születésnapjára – vegyeskarra, Weöres Sándor „Tíz lépcső” című költeményére (2005)
- J. S. Bach: O Traurigkeit, o Herzeleid! – korálelőjáték BWV Anhang 200 (kiegészítés: 2011) (lásd a Külső hivatkozásokat)

## Zenetudományi publikációk
- „Bach kontrapunktikus labirintusa.” Magyar Zene 1990/2
- „Bach – a szerialista?” Magyar Zene 1990/3.
- „The Permutational Matrix in J. S. Bach’s Art of Fugue.” Studia Musicologica 33, 1991, 109–119.
- „A fúga művészete záró contrapunctusának rekonstrukciója.” Bach-tanulmányok 2, 1993
- „Reconstruction of the Final Contrapunctus of The Art of Fugue.” International Journal of Musicology 5, 1997, 25–93. ISBN 3-631-49809-8
- J. S. Bach: Contrapunctus 14 aus der Kunst der Fuge. Rekonstruktion von Zoltán Göncz. Carus-Verlag 2006 (lásd a Külső hivatkozásokat)
- „Leibniz: Dissertatio de arte combinatoria.” Muzsika 2008/8
- „A bachi permutációs fúgák egy különös típusa.” Muzsika 2008/9
- Bach testamentuma – A fúga művészete filozófiai-teológiai hátteréről. Gramofon könyvek, Budapest, 2009 ISBN 978-963-86157-5-6
- „Bach zenei exegetikája.” A Te könyvedbe mind ezek béirattattak – Szümposzion a Bibliáról, Wesley János Lelkészképző Főiskola, Budapest, 2010, 67–78. ISBN 978-963-86804-5-7
- „A hatszólamú ricercar szakrális kódjai.” Magyar Zene 2011/1, 17–37. (online a Külső hivatkozásoknál)
- „The Sacred Codes of the Six-Part Ricercar.” Bach: Journal of the Riemenschneider Bach Institute Vol. 42, No. 1 (2011), 46–69.
- „A bűn zenei ábrázolása J. S. Bach szakrális kompozícióiban.” Bűn-vallás és kegyelem – Előadások a vallástudomány és a theológia vonzásköréből, Wesley János Lelkészképző Főiskola, Budapest, 2014, 157–166. ISBN 978-615-5048-22-7
- „»Fenséges« vagy »túlértékelt«? – A hatszólamú ricercar stációi.” Parlando 2014/1 (lásd a Külső hivatkozásokat)
- Bach's Testament. On the Philosophical and Theological Background of the Art of Fugue. Contextual Bach Studies 4, Scarecrow Press, 2013 ISBN 978-0-8108-8447-2 (lásd a Külső hivatkozásokat)
- „Bach: Musikalisches Opfer – Mégis, kinek az áldozata?” Áldozat – Előadások a vallástudomány és a theológia vonzásköréből, Wesley János Lelkészképző Főiskola, Budapest, 2016, 145–153. ISBN 978-615-5048-34-0
- „»Singet dem Herrn ein altes Lied« – Egy Bach-kantáta eltűnt szólamainak nyomában.” Magyar Zene 2016/4.
- „»Ékítsd magad, kedves lélek« – J. S. Bach dallamainak ornamentikájáról.” Magyar Művészet 2017/2.
- „In search of the lost parts of Bach’s cantata Singet dem Herrn ein neues Lied (BWV190)” Early Music Vol. 47/4, November 2019, 515–532.
- „Two New Possible Models for the “Confiteor” of J. S. Bach’s Mass in B Minor” Bach: Journal of the Riemenschneider Bach Institute Vol. 54, No. 1 (2023), 106–125.
- „A “New” J. S. Bach Chorale-Aria? “Sende, Herr, den Segen ein” from Ihr Tore zu Zion BWV 193” Bach: Journal of the Riemenschneider Bach Institute Vol. 56, No. 1 (2025), 94–116.